# Zbigniew Płaszewski
Zbigniew Aleksander Płaszewski (ur. 18 sierpnia 1951 w Krakowie) – polski piłkarz grający na pozycji obrońcy, reprezentant Polski.

## Życiorys
Zbigniew Płaszewski całą piłkarską karierę spędził w krakowskich klubach. Najpierw grał w Hutniku (1964–1975), który wówczas grał w II lidze. W 1975 roku Płaszewski przeszedł do lokalnego rywala Wisły i grał tam do 1981 roku. W ekstraklasie zadebiutował w wyjazdowym spotkaniu z zespołem GKS Tychy.  W czasie gry w Wiśle rozegrał w Ekstraklasie 106 spotkań i strzelił 2 bramki. W 1978 roku wywalczył z Wisłą mistrzostwo Polski.
W reprezentacji Polski zadebiutował 6 maja 1976 w spotkaniu z Grecją 0:1 w Atenach. W ciągu następnych 4 lat występował w reprezentacji sporadycznie i skompletował łącznie 5 meczów (grał m.in. w meczach ze Szwecją w 1977, w zwycięskim meczu (2:0) z Holandią w eliminacjach Euro 1980 oraz RFN w 1980, który był jego ostatnim meczem w reprezentacji).